# Romarin (film)
Pour plus de détails, voir Fiche technique et Distribution.
Romarin est un film français  réalisé par André Hugon, sorti en 1937.

## Fiche technique
- Titre : Romarin
- Réalisation : André Hugon
- Scénario : André Hugon
- Dialogues : Paul Achard
- Musique : Vincent Scotto
- Photographie : Marc Bujard et Tahar Hannache
- Lieux de tournage : Studios de la Victorine[1]
- Société de production : Les Productions André Hugon
- Pays d'origine : France
- Format :  Noir et blanc - 35 mm  - 1,37:1
- Durée : 1h48
- Date de sortie : 1er janvier 1937

## Distribution
- Jean Aquistapace : Romarin
- Yvette Lebon : Nine
- Antonin Berval : Tonin
- Jeanne Boitel : Olga
- Robert Le Vigan : Orsini
- Pierre Larquey : Larquus
- Édouard Delmont
- Fernand Flament
- Glegoff